# 紀元前801年
紀元前801年（きげんぜん801ねん）は、西暦による年。

## 他の紀年法
- 干支 : 庚子
- 中国
  - 周 - 宣王27年
  - 魯 - 孝公6年
  - 斉 - 成公3年
  - 晋 - 穆侯11年
  - 秦 - 荘公21年
  - 楚 - 熊徇21年
  - 宋 - 恵公30年
  - 衛 - 武公12年
  - 陳 - 釐公31年
  - 蔡 - 釐侯9年
  - 曹 - 戴伯25年
  - 鄭 - 桓公6年
  - 燕 - 釐侯26年
- 朝鮮
  - 檀紀1533年
- ユダヤ暦 : 2960年 - 2961年
- アッシリア暦 : 3950年
- 人類紀元 : 9200年